# Oscar Sosa Ríos
Oscar Sosa Ríos (Villa Mercedes, Provincia de San Luis, 30 de julio de 1934-16 de octubre de 2016) fue un poeta y escritor argentino. Participó en exposiciones de poemas ilustrados, en espectáculos poéticos musicales y en la presentación de la película "Nosotros los monos", de Edmund Valladares.
Fundó la filial SADE de Villa Mercedes (1982). Ganó distintos premios literarios, tales como el Primer Premio Nacional "Centenario Ciudad de Laboulaye", el Segundo Premio Internacional de Poesía "Digo América" organizado por SADE San Luis, el primer lugar en orden de méritos del género poesías de la Ley Provincial Nº 4785 de "Libro de autores Sanluiseños" (1991) y 3° Mención de Honor por SADE Nacional por la obra Irónicas (2008).

## Biografía
Oscar Sosa Ríos nace en la ciudad de Villa Mercedes, provincia de San Luis, el 30 de julio de 1934. Cursó sus estudios primarios hasta 6º grado en la Escuela Vicente Dupuy, los que debió interrumpir por necesidades económicas. A los 19 años viajó a Buenos Aires donde residió 23 años.
Participó en publicaciones colectivas como Aquí la primavera (1966), 17 poetas (1967) y Vocación de Buenos Aires (1968).
Publicó sus primeros libros de poemas Al Este del hombre (1970) y Sueño numeroso (1972).
Tras el golpe de Estado en Argentina de 1976 debe exiliarse en Río Cuarto, provincia de Córdoba, viéndose impedido de publicar hasta el término de la dictadura. Regresa en 1982 a su ciudad natal y funda la filial de la Sociedad Argentina de Escritores (SADE).
Publicó desde entonces las siguientes obras:
- Antiguas flores de marzo (1983)
- Esta campana tibia (1987)
- Antes que el viento se apague (Antología) (1989)
- Mi pueblo azul y los pobres pájaros (1993)
- Mi ciudad, las calles y algunas canciones (1996)
- 20 clasificados 20 y un canto (1998)
- María luz y sombra (1998)
- Qué clase de amor (1999)
- América rocíos y cenizas (1999)
- Irremediablemente míos (2001)
- Mi ciudad, los pobres pájaros y algunas canciones (2002)
- Los niños y el asombro (2004)
- Pace e liberte, la battaglia delle idee (Antología - ITALIA 2005)
- Homenaje (2005)
- Irónicas (2008) - Obra premiada con 3° Mención de Honor por la SADE Nacional
- Yo soy argentino soberbio y divino (2009)
- Homenajea... dos (2010)
- Poesía, pensamientos, esoterismo ecuménico, poesía (2010)
- Sencillamente Ateo (2013)
- Tiempos (2014)
- Ayer, hoy y algunas nomeolvides (2016)

Escribe en 2001 la obra de teatro Los siete pecados del capital.
Como periodista trabajó en revistas y periódicos del país y del exterior. Condujo, por más de 20 años en el aire, el programa radial "Arte Libre". Fue jurado en numerosos concursos poético y dictó gran cantidad de talleres literarios. Participó en encuentros de escritores y poetas en nuestro país y en el exterior: Cuba, Puerto Rico, Chile, Bolivia, Ecuador, España y conoció Venezuela, Paraguay, Brasil, etc.